# Associazione Centri Sportivi Italiani
L'Associazione Centri Sportivi Italiani (ACSI) – Associazione di cultura, sport e tempo libero, è una associazione nazionale di promozione sociale che svolge attività nel settore della cultura, dello sport e del tempo libero e del turismo sociale, fondata il 6 aprile 1960 a Roma.
L'ACSI, dal 1976, è riconosciuto dal CONI come Ente di Promozione Sportiva e dal Ministero dell'Interno, dal 1986, quale Ente Nazionale con finalità assistenziali.
L'ACSI, dal novembre 1999, è membro effettivo dello CSIT (Confederation Sportive International Du Travail – International Labour Sports Confederation) organismo internazionale di sport per tutti riconosciuto dal CIO (Comitato Olimpico Internazionale).
L'attuale presidente è Antonino Viti, mentre la responsabile nazionale pluridisabilità è Annalisa Minetti.

## Storia
«Negli anni sessanta un gruppo di sportivi romani fondò l'Ente che venne, ben presto, riconosciuto dal CONI come Ente di promozione sportiva e dal Ministero dell'Interno quale Ente Nazionale con finalità assistenziali.
L'impegno nello svolgere perennemente attività nel settore della cultura, dello sport e del tempo libero ha fatto sì che l'Ente al quale apparteniamo fosse annoverato come una delle più importanti associazioni nazionali di promozione sociale.
Lo sviluppo dell'ACSI nelle varie province italiane è demandato ai Presidenti dei Comitati Provinciali, i quali, sviluppando l'attività di indagine e di ricerca "finalizzata alla promozione ed alla diffusione dell'attività istituzionale dell'associazione", promuovono l'organizzazione di corsi di formazione extra-scolastica della persona e l'organizzazione di numerose attività che spaziano da quelle sportive a quelle culturali e del tempo libero, anche mediante l'incentivazione a sviluppare e costituire circoli ricreativi, culturali e società sportive dilettantistiche, lasciando loro tutta l'autonomia giuridica ed amministrativa di cui hanno bisogno.
L'ACSI, a norma di statuto, rappresenta e tutela nel loro complesso gli interessi dei sodalizi associati ed esercita ogni altra funzione che sia ad essa conferita da leggi, da regolamenti, da disposizioni delle competenti autorità oppure da deliberazioni dei propri organi.»